# 埃韦尼库尔
埃韦尼库尔（法語：Évergnicourt，法語發音：[evɛʁɲikuʁ]）是法国上法蘭西大區埃纳省的一个市镇，属于拉昂区。

## 地理
埃韦尼库尔（49°26'36"N, 4°2'29"E）面积9.15 平方千米，位于法国上法蘭西大區埃纳省，该省份为法国北部内陆省份，北起北部省，西接索姆省和瓦兹省，东临阿登省和马恩省，西南至塞纳-马恩省，东北部与比利时接壤
与埃韦尼库尔接壤的市镇（或旧市镇、城区）包括：埃纳河畔讷沙泰勒、普罗维瑟和普莱努瓦、阿沃、埃纳河畔布列讷。

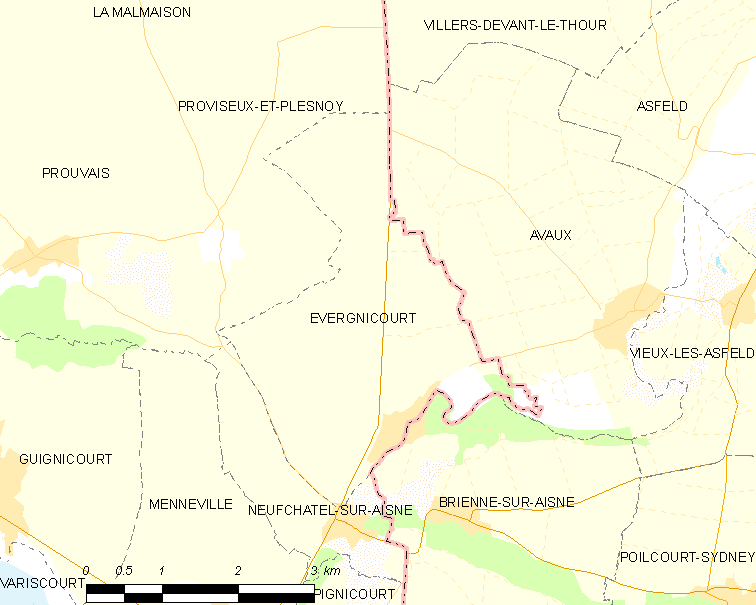
埃韦尼库尔的OSM定位图

埃韦尼库尔的时区为UTC+01:00、UTC+02:00（夏令时）。

## 行政
埃韦尼库尔的邮政编码为02190，INSEE市镇编码为02299。

## 政治
埃韦尼库尔所属的省级选区为埃纳河畔新城县。

## 人口

1962-2008年间埃韦尼库尔人口变化图示

埃韦尼库尔于2022年1月1日时的人口数量为526人。